# Johan Falk
Johan Falk är en fiktiv svensk polis från Göteborg som spelas av Jakob Eklund och som förekommer i en serie om tjugo filmer producerade mellan 1999 och 2015, samt i en bokserie med start 2023. 
Som polis kunde Falk betecknas som kontroversiell då han ofta använde sig av metoder som gör att hans chefer tvingas se mellan fingrarna. Falk var gift två gånger och hade två barn, en son och en styvdotter. Hans styvdotter födde senare ett barnbarn. Även om filmerna i första hand fokuserade på Johan Falk hade även andra rollfigurer stor betydelse för filmerna såsom infiltratören Frank Wagner, vars liv baserats på den verkliga infiltratören Peter Rätz liv. 
Bokserien som inleddes 2023 med Slutet var bara början är en direkt fortsättning på filmserien, och tar vid nio år efter händelserna i den sista filmen. Hösten 2024 kom den andra boken, De döda och de levande. Bokseriens första bok nominerades till, och vann, Adlibrispriset Årets deckare 2023 samt Storytel Awards Spänning 2024. 
Bokserien är författad av Anders Nilsson som har planer på en tredje bok och sedan en fjärde säsong med filmer. Nilsson uppger i en intervju med MovieZine att "Vi har faktiskt en hel säsong färdigskriven" och att det är finansieringen som avgör om den fjärde säsongen blir verklighet.

## Bakgrund
När Johan Falk var 19 år miste han sin dåvarande flickvän Maria samt deras ofödda barn då Maria blir påkörd av en smitare. Falk tog händelsen mycket hårt och gick inte ens på begravningen. Han bestämde sig för att brottslighet måste bekämpas och sökte genast in till Polishögskolan. Filmerna handlade dock bara om Falk som vuxen polis med många års erfarenhet bland annat inom Nationella insatsstyrkan. Han gick ofta sin egen väg och använde gärna kontroversiella metoder. Detta ledde till att kollegorna ofta upplevde samarbetssvårigheter och cheferna tvingades flera gånger se mellan fingrarna med hans arbetsmetoder. Falk var dock hela tiden bara fokuserad på att brott ska bekämpas och såg världen som svarta eller vita schackpjäser.
I den första filmen Noll tolerans (1999) dejtade Falk poliskollegan Anja (Jacqueline Ramel), men efter att ha räddat livet på Helén (Marie Richardson) inledde han istället ett förhållande med henne som pågick i resten av filmserien. Han hade dock haft flera affärer med Anja i de senare filmerna medan Helén arbetat på sitt gamla jobb utomlands. Det kan tilläggas att de tre första filmerna var fristående filmer, medan senare filmer har varit seriefilmer. I sista filmen Johan Falk: Slutet lät han en torped från den ryska maffian tortera honom för att rädda sin familj efter att Heléns ex-man hade fått tag i hemliga papper om maffians försäkring och ville döda Helén då hon hade kommit på att något inte stämde med deras bokföring.

## Filmerna
Den första filmen Noll tolerans utkom 1999 och handlar om när Falk drabbas av gangsterledaren Leo Gauts framfart i Göteborgs undre värld. Filmen fick sedan en fortsättning år 2001, Livvakterna, där Falk säger upp sig från polisen för att börja arbeta som livvakt åt ett säkerhetsföretag. Även denna film fick en uppföljare, Den tredje vågen, som utkom 2003. Denna film utspelar sig i flera europeiska länder, där Falk blir indragen i Europolaffärer.
Tio år efter att Noll Tolerans haft premiär började man producera nya filmer om Johan Falk. Fokus lades nu på att Falk återkommit från sina utlandstjänster i Europa till Göteborg och börjat arbeta i polishuset på avdelningen GSI (Gruppen för särskilda insatser). I gruppen arbetar Falks bästa vän Patrik Agrell (Mikael Tornving) som nu blir Falks nya chef. Gruppen använder sig av informatörer och infiltratörer inom den grova organiserade brottsligheten i Göteborg, däribland Frank Wagner som blir Falks kontaktperson. Gruppens metoder är hemliga och kontroversiella. Under hösten 2009 släpptes totalt sex filmer som handlade om Falk på GSI. Den första filmen, Gruppen för särskilda insatser, gick upp på biograferna medan övriga fem filmer släpptes direkt på dvd.
Hösten 2010 meddelade Film i Väst att det skulle göras ytterligare sex filmer om Johan Falk, som skulle ges ut under 2012 och 2013. Filmerna började spelas in under våren 2011 och inspelningarna avslutades under 2012. I september 2012 började filmerna ges ut på dvd. Efter att den femte filmen släppts på dvd i november samma år gjordes ett uppehåll till mars 2013 då den sista filmen släpptes. Inför inspelningarna sades det att förutom Johan Falk skulle även rollfiguren Frank Wagner återkomma, men även en hel del nya rollfigurer skulle finnas med.
Första filmen i den sista säsongen, nummer tre började spelas i Göteborg och Växjö, under sensommaren 2013. I den sista säsongen blir Johan felaktigt anklagad för ett mord i Lettland och måste lyda den ryska maffians order vilket han vägrar. Han får senare med hjälp av Helén tag i papper från deras bokföring som hennes ex-man stulit. Dessa papper leder till att maffian ger order om att döda Falk, hans familj och kolleger. Polisstyrelsen lägger ner GSI då deras metoder inte varit förenliga med svensk lagstiftning.

## Övrigt
De filmer som producerades till den andra serieomgången gjordes i samproduktion med tyska filmbolag. De tyska filmerna släpptes betydligt tidigare i Tyskland än de gjorde i Sverige och i de tyska versionerna ingick även en svensk ljudremix. På grund av detta lyckades flera personer lägga upp svenska filmversioner med svenskt ljud på olika fildelningssajter för olaglig nedladdning av filmerna. Det ljud som lades upp var enligt regissören och Johan Falk-skaparen Anders Nilsson ett betydligt sämre ljud mot originalen som släpptes hösten 2012. På grund av detta kommer man i framtiden att se över uppläggningen av kommande Falk-filmer.